# 紀元前16世紀

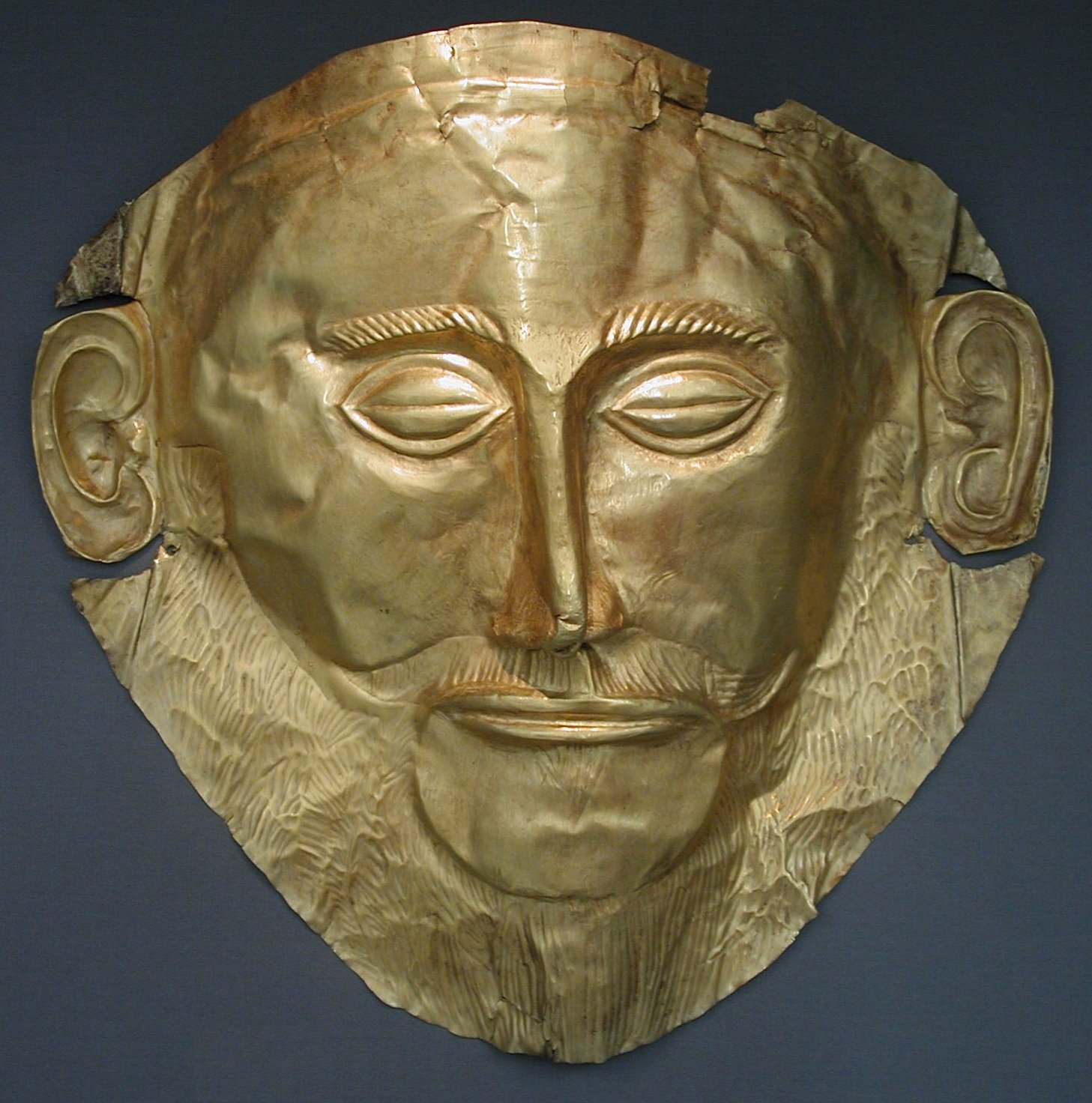
アガメムノンのマスク。アテネ国立考古学博物館蔵。

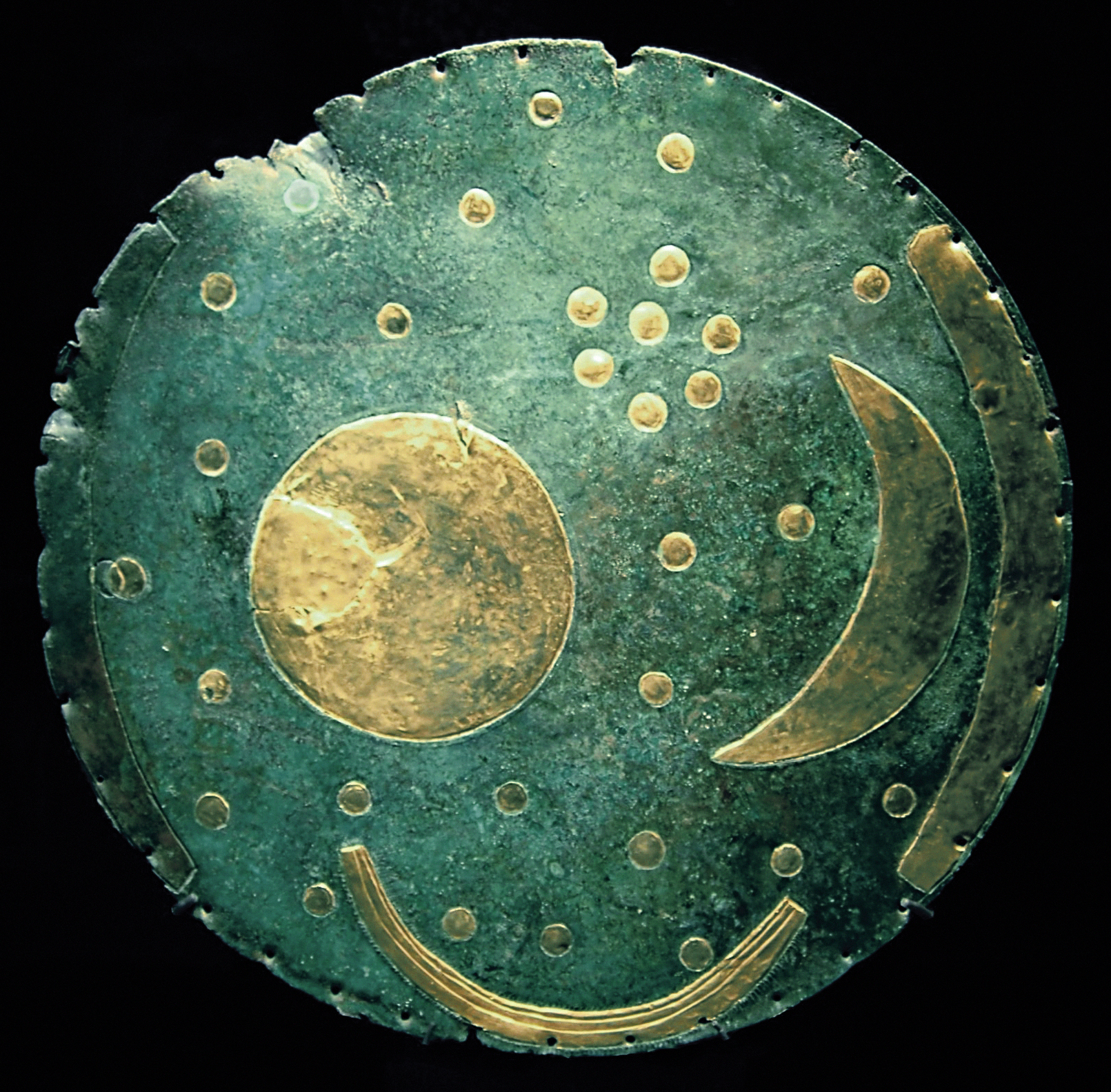
ネブラ・ディスク。ドイツのザクセン・アンハルト州立ハレ先史博物館蔵。

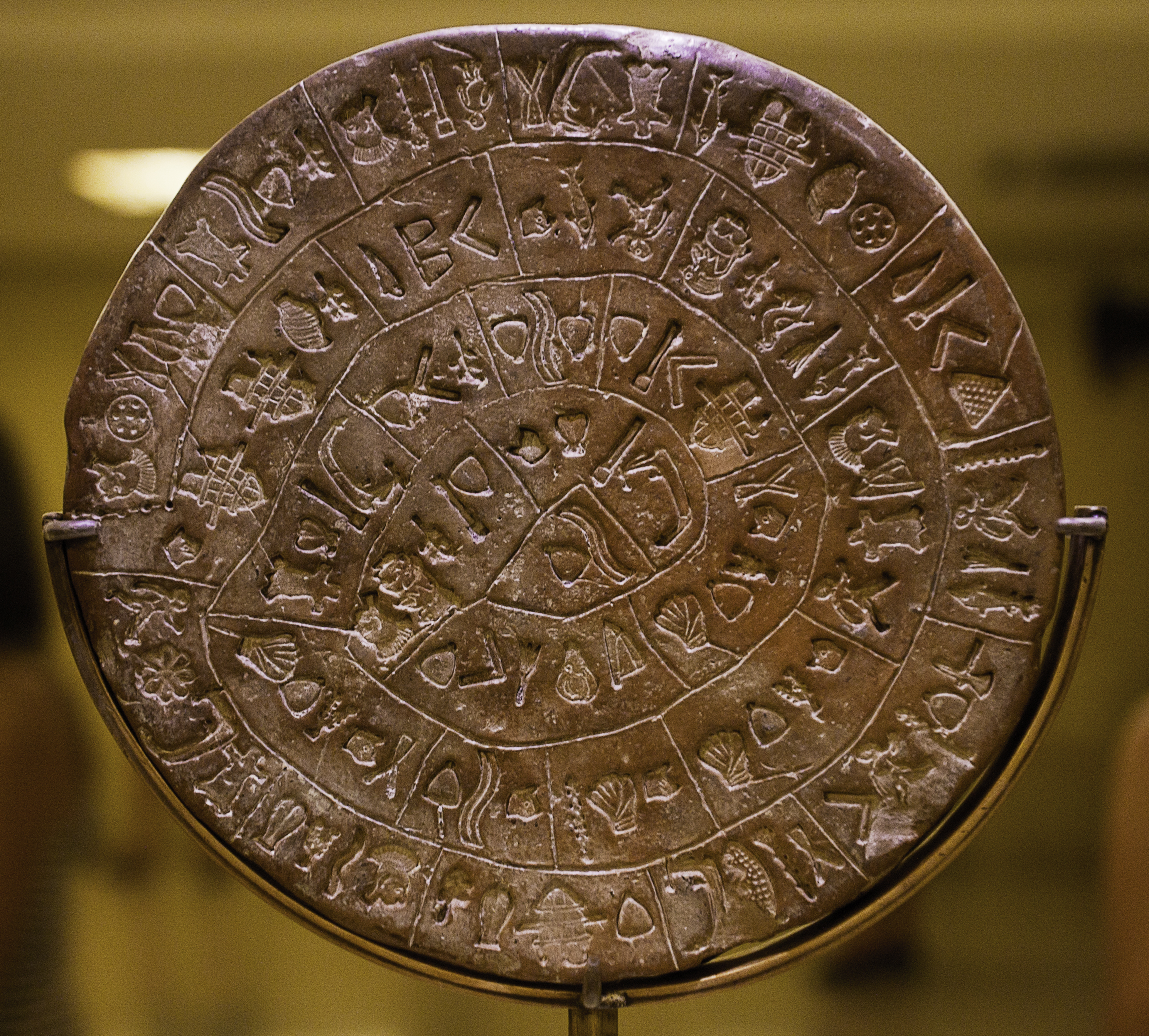
ファイストスの円盤。クレタ島のイラクリオン考古学博物館蔵。

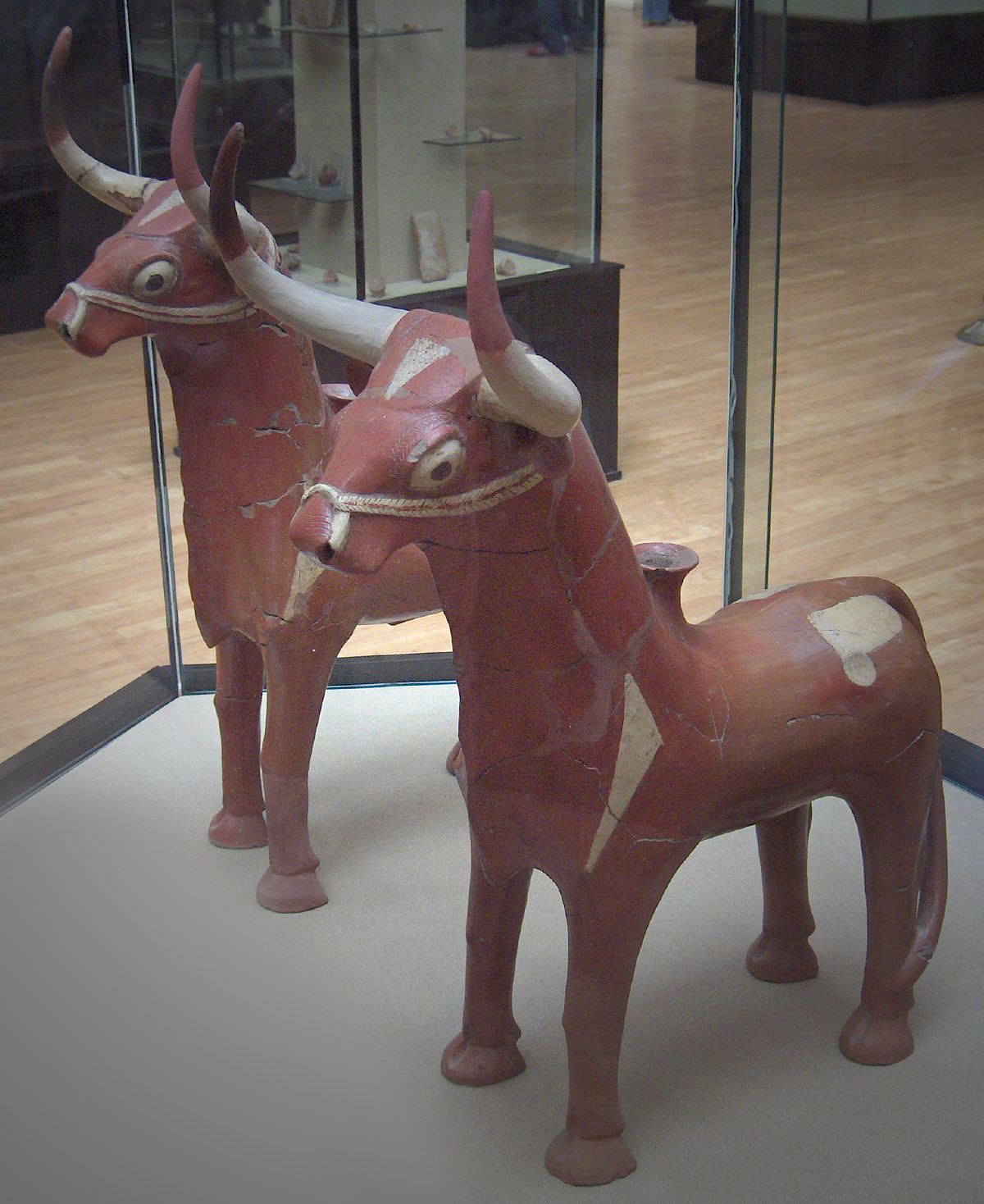
ヒッタイトの牡牛形リュトン。古王国時代のヒッタイト牡牛信仰の代表的遺物でアナトリア文明博物館蔵。

紀元前16世紀（きげんぜんじゅうろくせいき）は、西暦による紀元前1600年から紀元前1501年までの100年間を指す世紀。

## 出来事

### 紀元前1700年代
- 紀元前1700年 - 1500年頃 - フルリ人の拡散（ヤムハド王国・ミタンニ王国）。

### 紀元前1600年代
- 紀元前1600年頃
  - 夏王朝が滅ぼされ黄河流域に殷（商）王朝が成立（夏商周年表プロジェクトによる）。
    - 伝承では殷の天乙（湯王）が夏の桀王を鳴条の戦いで倒し天子となる。
    - この事件は中国史上初の放伐による易姓革命とされ、天乙は賢臣伊尹を起用した聖王とされる。
    - 殷人が夏人を虐殺したと思われる痕跡が2010年に発見された河南省新鄭望京楼遺跡に残されている。
    - 河南省鄭州市二里岡遺跡の都城が初期の殷の都亳と推定されている（二里頭文化III期から二里岡文化）。
- 紀元前1600年頃
  - 初代ヒッタイト王ラバルナ1世の治世。
    - ラバルナ1世はクズルウルマク川南岸にあるクッシャラに都を定めヒッタイト古王国時代の初代王となる。

  - クレタ島のミノア文明は新宮殿時代(土器編年LMIA)。
    - ファイストス宮殿の出土の「ファイストスの円盤」が作られる。
    - クノッソス宮殿西翼部1階神殿宝庫の「蛇の女神像（英語版）」が作られる。

  - ギリシア本土でミケーネ文明が起こる（竪穴墓（シャフト墓）期 - 紀元前1450年頃）。
    - テッサリアのイオルコス、ギリシャ中部のオルコメノス、アルゴス平野のミケーネ・ティリンス・ミデア、ペロポネス南西部のピュロスが重要な遺跡。

  - ドイツ中央部ザーレランで出土した世界最古の天文盤ネブラ・ディスクが作成された。
    - 中央ヨーロッパの青銅器時代のウーニェチツェ文化の末期の作例とされる。

  - スコットランド沖合ヘブリディーズ諸島のサウス・ウイスト島クレイド・ハラン（英語版）のミイラが埋葬される（ - 紀元前1260年頃）。
    - グレートブリテン島圏内で出土した唯一のミイラで、人為的に複合人体として合成したものであった。

  - アンドロノヴォ文化に属すカザフスタン北部コスタナイ地方リサコフスクの墳墓につがいの馬が葬られる。
- 紀元前1600年頃 - 紀元前1200年頃
  - ビブロスのオベリスク神殿（英語版）が建てられる。

### 紀元前1590年代
- 紀元前1590年頃
  - ヒッタイト王ラバルナ1世が死去、ハットゥシリ1世が即位（ - 紀元前1540年頃）。
    - ハットゥシャに遷都し、ヤムハドやアルザワを攻撃し、ヒッタイトの領土を拡大。

### 紀元前1580年代
- 紀元前1582年/1581年
  - 伝説的なギリシアのデウカリオンの洪水が起きたとされる。
    - この記録はエーゲ海のパロス島出土の大理石の碑文「パロスの年代記（英語版）」にある。この碑文は紀元前1582年/1581年から紀元前264年/263年に至る記事を列挙したもの。

### 紀元前1570年代
- 紀元前1574年頃 - 上エジプトのセケンエンラーが反乱を起こす。
  - エジプト第15王朝（大ヒクソス）に反乱したセケンエンラーのテーベ政権は第17王朝と呼ばれる。
  - この事績は後代の『アポフィスとセケンエンラーの争い』と呼ばれるテクストにまとめられる。
- 紀元前1573年頃 - セケンエンラーの死去後、息子のカーメスが反乱を継続し領土を拡大。
- 紀元前1570年頃 - 第17王朝のカーメス死去。弟のイアフメス1世がテーベの支配者となる。

### 紀元前1560年代
- 紀元前1560年頃 - エジプト第17王朝が、ヒクソス系第15王朝の都アヴァリスを陥落させる。
  - 第15王朝の王カムディはエジプトから撤退しパレスチナのシャルヘンに退去。
  - エジプト第15王朝に従属していた第16王朝（小ヒクソス）もこの時期までに崩壊する。
  - イアフメス1世がエジプトを統一。第18王朝の成立（第17王朝と第18王朝は血族）。
  - テーベが都となり、この地の地方神であったアメンがかつての国家神ラーと習合し、アメン・ラー神として信仰される。

### 紀元前1550年代
- 紀元前1551年頃 - エジプトでアメンヘテプ1世が即位。カルナック神殿の造営が始まる。
- 紀元前1550年頃
  - ミノア文明の最盛期（新宮殿時代（中期青銅器時代（土器編年LMIA）））。
    - ミロス島のフュラコピ、サントリーニ島のアクロティリ、キュティラ島のカストリ、ロードス島のトリアダ、イオニアのミレトスまで勢力拡大。

  - 「アガメムノンのマスク（アテネ国立考古学博物館蔵）」が作られる（ - 紀元前1500年頃）。
    - このマスクは金でできた葬儀用のものであり、ミケーネの城壁内の円形墓群Aの5号墓に埋葬されていた遺体の顔の上に置かれていた。

### 紀元前1540年代
- 紀元前1540年頃 - ヒッタイト王ハットゥシリ1世が死去し、孫のムルシリ1世が即位。
  - 在位中にムルシリ1世はハルペ(現アレッポ)を中心としたアムル人国家ヤムハドを滅ぼす。

### 紀元前1530年代
- 紀元前1531年頃 - ヒッタイト王ムルシリ1世がバビロン王サムス・ディタナを倒しバビロニアを攻略。
  - ヒッタイトの撤退後のバビロニアにはカッシート人の王朝が成立する（バビロン第3王朝）。
  - またバビロニアの混乱でメソポタミア北部のハブル川上流域でフルリ人のミタンニ王国が成立する。
  - フルリ人は他にチグリス川流域北東にアラプハ王国を形成した。とりわけヌジ（英語版）遺跡（ヨルガン・テペ）が有名。
- 紀元前1530年頃 - ヒッタイト王ムルシリ1世が義兄弟にあたるハンティリに暗殺される。

### 紀元前1520年代
- 紀元前1524年頃 - エジプトでトトメス1世が即位（ - 紀元前1518年頃）。
  - シリア方面に領土を拡大し、ミタンニを攻撃して、エジプト王として初めてユーフラテス川を渡り、カルケミシュに記念碑を建てる。
  - アル・クルン山麓に「王家の谷」と呼ばれる専用の地下墳墓を作り、以後の王族にもこの墳墓は使用される。

### 紀元前1500年代
- 紀元前1500年前後 - ヒッタイト王テリピヌの治世。
  - 王位継承の原則などを定めた「テリピヌ法典（英語版）」をまとめる。

## 人物
- セケンエンラー - エジプト第17王朝のファラオ（在位前1573年）
- カーメス - エジプト第17王朝のファラオ（在位前1573年 - 前1570年）
- イアフメス1世 - エジプト第18王朝のファラオ（在位前1570年 - 前1546年）
- ラバルナ1世 - ヒッタイト古王国時代初代の王（在位？ - 前1565年頃）
- ムルシリ1世 - ヒッタイト古王国時代の王（在位？ - 紀元前1530年頃）・バビロン第1王朝を倒す
- 天乙（湯王） - 殷の初代の王（在位前1600年頃）
- 伊尹 - 殷初期の政治家・阿衡として天乙（湯王）を補佐